# شام (فیلم ۲۰۱۳)
«شام» (هلندی: Het Diner) فیلمی در ژانر درام به کارگردانی منو میس است که در سال ۲۰۱۳ منتشر شد.